# George Pargiter, Baron Pargiter
George Albert Pargiter, Baron Pargiter CBE DL (* 16. März 1897; † 16. Januar 1982) war ein britischer Politiker der Labour Party, der über zwanzig Jahre lang Abgeordneter des House of Commons war und 1966 als Life Peer aufgrund des Life Peerages Act 1958 Mitglied des House of Lords wurde.

## Leben
Pargiter begann seine politische Laufbahn für die Labour Party in der Kommunalpolitik und war zwischen 1934 und 1965 Mitglied des Rates der Grafschaft Middlesex. Er wurde als Kandidat der Labour Party bei den Unterhauswahlen vom 5. Juli 1945 erstmals als Abgeordneter in das House of Commons gewählt und vertrat in diesem zunächst den Wahlkreis Spelthorne, ehe er nach den Unterhauswahlen vom 23. Februar 1950 bis zu seinem Mandatsverzicht am 10. März 1966 den Wahlkreis Southall vertrat. Zugleich war er von 1959 bis 1960 Vorsitzender des Grafschaftsrates von Middlesex sowie 1963 auch Vorsitzender des Exekutivrates der Vereinigung der Grafschaftsräte (County Councils Association).
Knapp drei Monate nach seinem Ausscheiden wurde Pargiter, der zum Commander des Order of the British Empire ernannt wurde und zeitweise Deputy Lieutenant einer Grafschaft war, durch ein Letters Patent vom 9. Juni 1966 aufgrund des House of Lords Act 1958 als Life Peer mit dem Titel Baron Pargiter, of Southall in the London Borough of Ealing, in den Adelsstand erhoben. Seine Einführung (Introduction) in das Oberhaus erfolgte an der Seite von George Lindgren, Baron Lindgren und Arthur Champion, Baron Champion am 22. Juni 1966. Er gehörte damit bis zu seinem Tod dem House of Lords als Mitglied an.